# Café en Japón

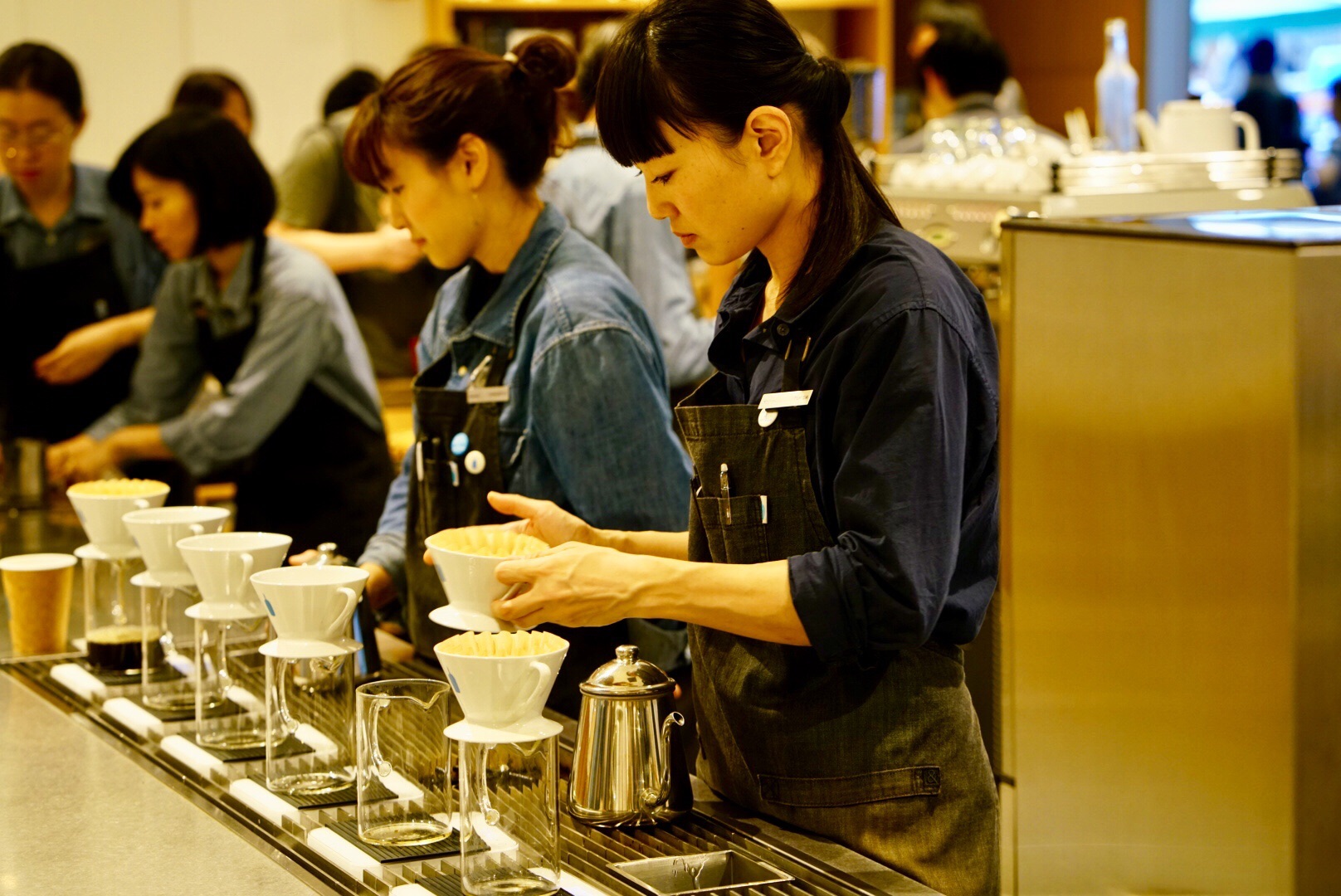
Barista de una cafetería de Tokio.

Japón tiene una cultura del café que ha cambiado con las necesidades de la sociedad a lo largo del tiempo. Hoy en día, las cafeterías son un nicho dentro de sus culturas urbanas.  Aunque fue introducido antes en la historia, durante los siglos XVI y XVII por comerciantes neerlandeses y portugueses, ganó popularidad rápidamente a principios del siglo XX.  Favorece los aspectos sociales de Japón, sirviendo tanto de espacio para conectar como para aliviarse de las presiones sociales.  EEl café también se define por las interacciones de clase y los comportamientos clasistas  y tiene influencia económica a través de la importación masiva de café y el consumo masivo de café en Japón en sus muy diversas formas. 

## Historia

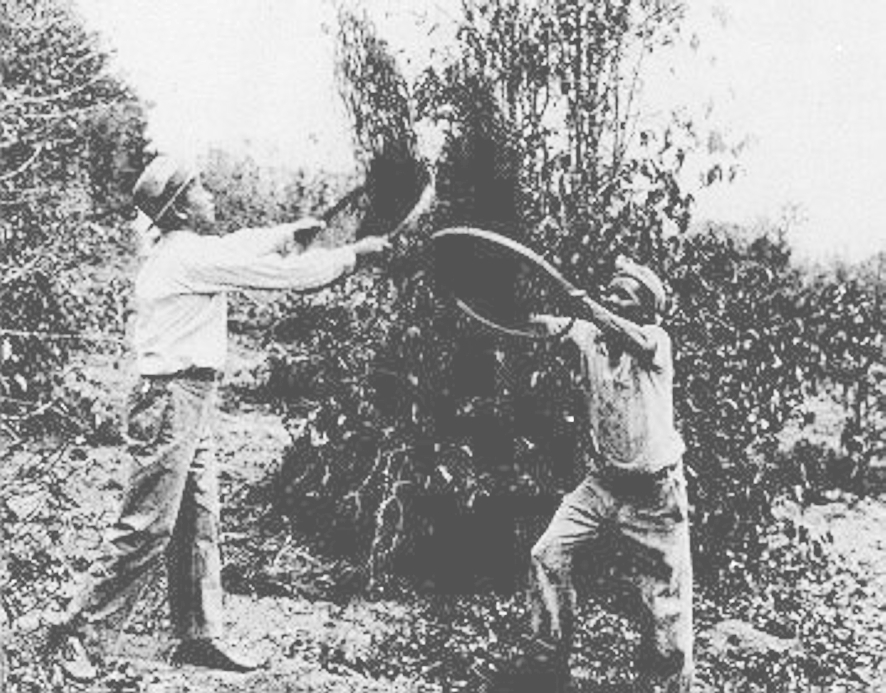
Campesinos japoneses en Brasil trabajando en cafetales.

El café llegó a Japón a través de comerciantes neerlandeses en 1700.  La primera tienda abrió en 1888 y se llamaba Kahiichakan.  Duró cinco años antes de quebrar. En 1933, Tadao Ueshima fundó Ueshima Tadao Shoten en Kobe.  Desde entonces, Ueshima ha sido apodado el «Padre del Café en Japón». Durante la En 1969, Ueshima volvió a desarrollar y producir en masa el café en lata, convirtiéndolo en un producto básico que se podía consumir en cualquier parte. Algunas marcas de café en lata son Boss (producido por Suntory), Georgia (producido por Coca-Cola), Nescafe (producido por Nestlé) y Roots (producido por Japan Tobacco). 
Tras su breve paso por el periodo Meiji, el café volvió a los mercados japoneses en la década de 1960. Durante la Segunda Guerra Mundial se prohibió la importación de café en Japón por estar en conflicto con el influyente Occidente.  Para medir el crecimiento de su consumo, Japón importó 15.000 toneladas en 1960. Hoy, las cifras superan las 440.000 toneladas. El auge del consumo de café en Japón puede relacionarse con su fascinación por las culturas occidentales, que se traduce en grandes inversiones. El Sr. Ueshima también desempeñó un papel importante en la creación de la Asociación Japonesa del Café en 1980.  Ese mismo año, Doutor Coffee abrió la primera cadena del país, fomentando el consumo y convirtiendo el café en un valioso recurso económico.  Parte del éxito de Doutor radicaba en su entorno móvil. Esto facilitó y animó a la gente a llevarse el café al trabajo y a la escuela. 

### Tipos de cafeterías

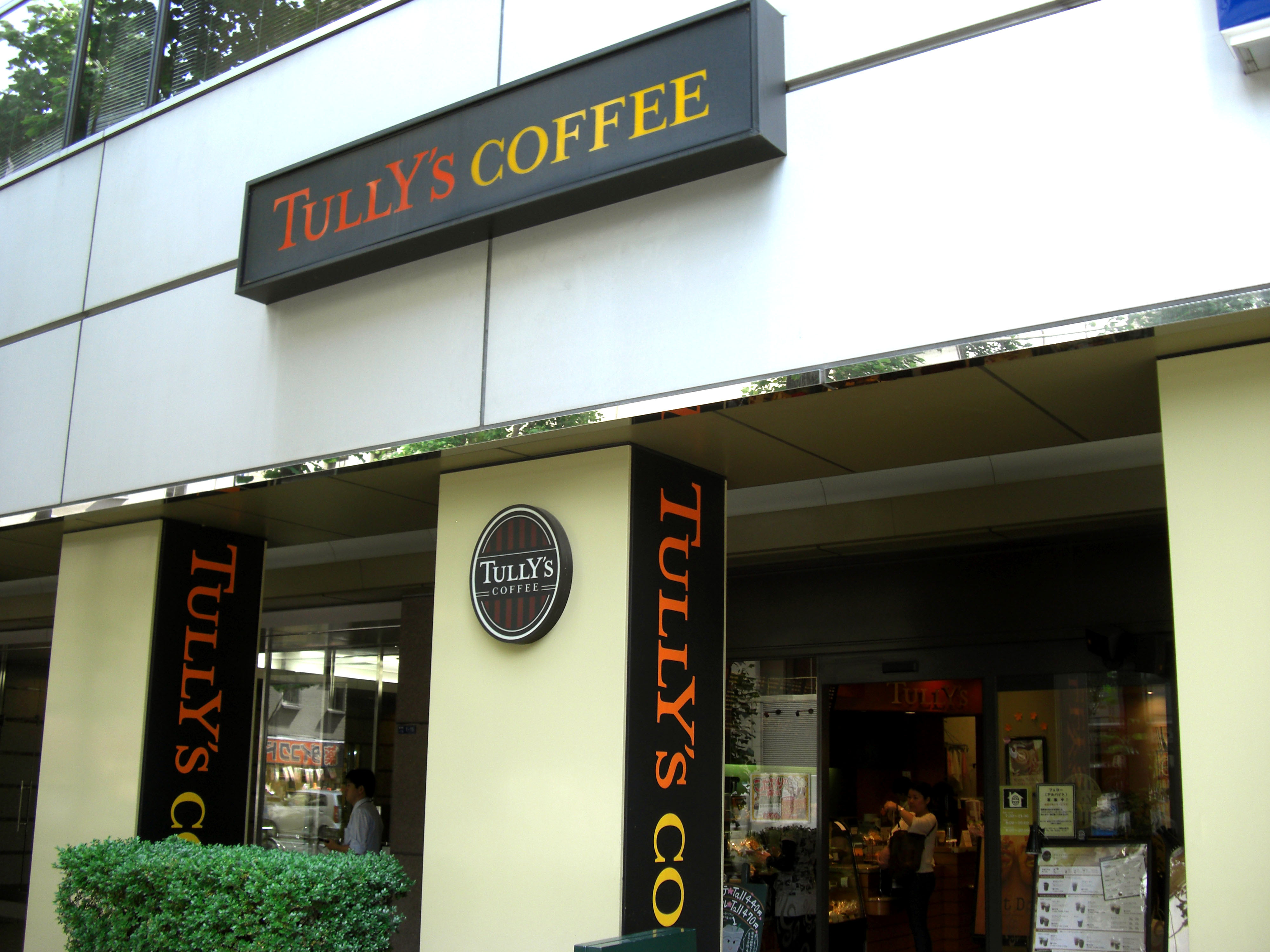
Tully's Coffee

Las cadenas más pequeñas luchan por mantenerse a flote siendo conocidas por sus rasgos individuales. Por ejemplo, el café Renoir es reconocido por su enchufe y acceso inalámbrico para los clientes  Otro factor es el tabaquismo y, mientras algunos clientes aprecian un cigarrillo y un café, otros desprecian por completo la idea de fumar. Las tiendas más pequeñas pueden atender mejor a los locales en cuanto a permitir fumar, mientras que las cadenas más grandes, como Starbucks, deben seguir las normas de la empresa y prohibirlo. Las grandes cadenas como McDonald's y Starbucks están arraigadas en Occidente y se han introducido en el creciente mercado del café japonés a través de tiendas y puestos.
Grandes o pequeñas, ambas han estado muy influidas por Occidente. Cadenas más pequeñas como Boss y Roots contaron con la ayuda de los estadounidenses Tommy Lee Jones (Boss) y Brad Pitt (Roots) para que fueran sus portavoces y les hicieran publicidad. Cadenas más grandes, como Starbucks, surgieron para sacar provecho del auge de la industria del café en Japón. El primer Starbucks abrió en Ginza, Tokio, en 1996. En 2005, se asoció con Suntory para vender su propio café en lata. Con el tiempo, Starbucks ha crecido hasta tener más de 1.000 tiendas japonesas repartidas por las ciudades. Como respuesta, ha surgido el McDonald's McCafé, en el que en lugar de tener un McDonald's completo, hay simplemente un puesto de café McDonald's. Estas tiendas independientes se crearon oficialmente en 2007 y se dedican a vender café y pequeñas golosinas para llevar. Tully's es una tercera empresa extranjera procedente de Seattle (Washington,Estados Unidos). Su primera tienda se abrió en 1997, y en 2014 ya contaba con 513 establecimientos. 
Hoy en día, las tiendas de autoservicio ocupan una parte cada vez mayor del mercado japonés del café. La popular tienda Seven-Eleven, por ejemplo, vende actualmente 1.100 millones de cafés para llevar al año.

## Cultura

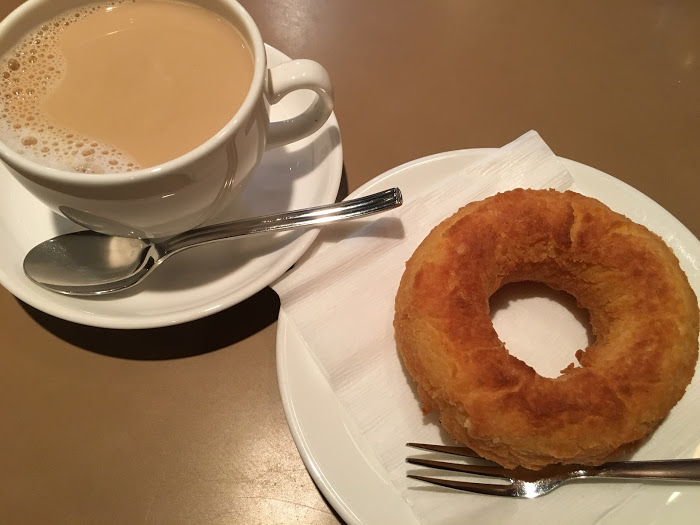
Taza de Café junto a una dona.

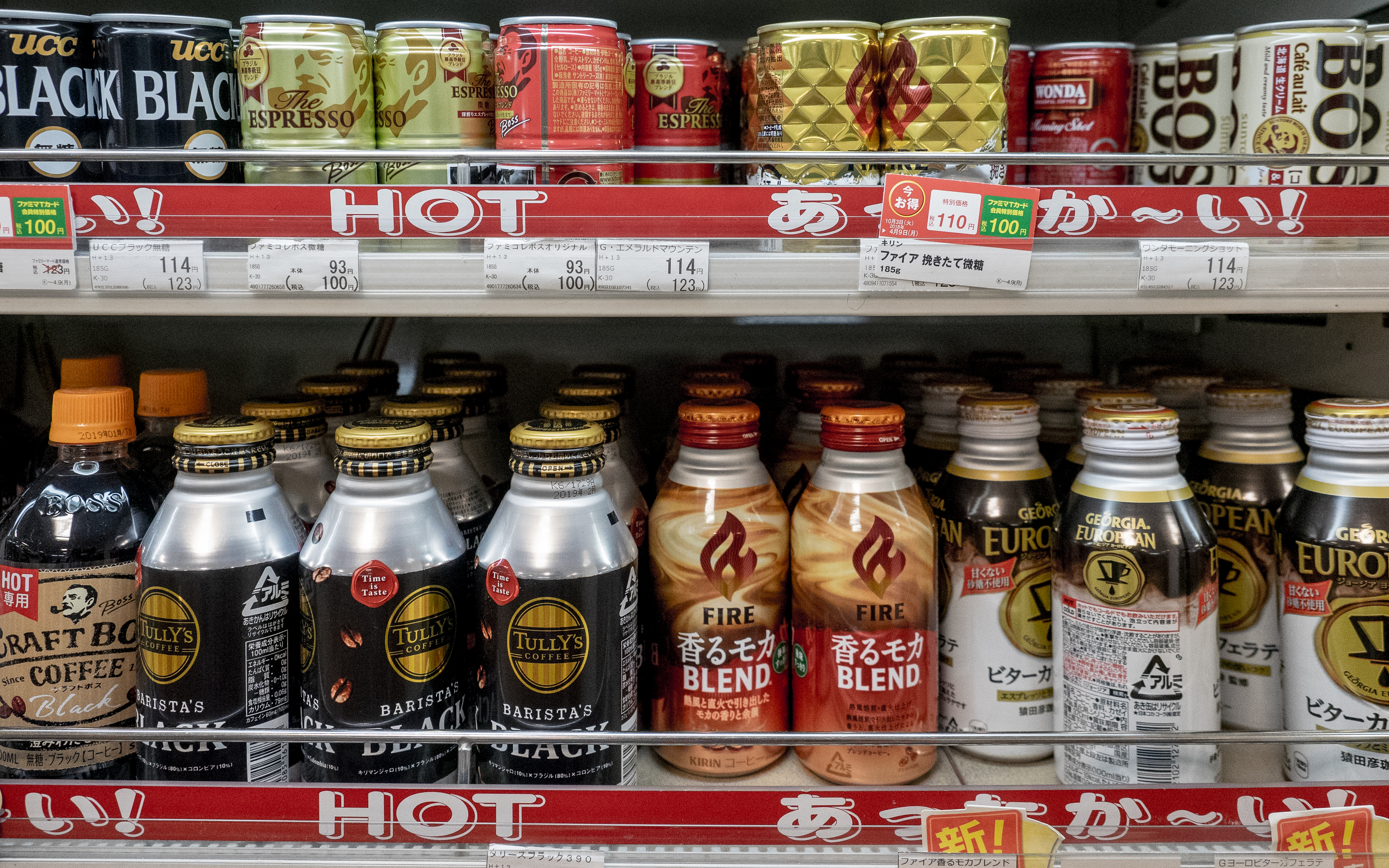
Café enlatado japonés

La cultura del café en Japón es una de las más singulares que se observan en el mundo. Una costumbre de servicio muy interesante es que el asa de la taza se coloca tradicionalmente a la izquierda del bebedor, mientras que el asa de la cuchara mira hacia la derecha.  Debido al origen extranjero del producto, la cultura japonesa del café está muy vinculada a la identidad de ser extranjero u occidental. Esta identidad hizo que la bebida fuera prohibida durante la Segunda Guerra Mundial. Las franquicias de café, como la occidental Starbucks, son vistas y disfrutadas del mismo modo que la franquicia Disneyland en Japón.  En cuanto a la franquicia Starbucks, su primer establecimiento fuera de Estados Unidos fue Japón.  En el Japón de posguerra, los productos y bienes occidentales eran indicadores de la nueva clase media japonesa.  Los equipos de café de alta calidad, así como el café molido, entraban en esta categoría. En el Japón de posguerra, los cafés de jazz y el café que servían eran ejemplos de los esfuerzos japoneses por modernizar su cultura y su sociedad en la línea de los países occidentales. Los cafés también fueron lugares culturales para la juventud progresista de los años sesenta y setenta, y sirvieron de punto de encuentro para movimientos feministas y protestas antigubernamentales. 
Culturalmente, el café difiere mucho de la cultura tradicional japonesa del té. En Occidente, el café se considera principalmente una bebida solitaria. Japón tiene una visión similar de esta bebida. En las décadas de 1960 y 1970, el café se hizo popular entre los hombres de negocios japoneses que trabajaban solos en público. Sin embargo, el café japonés también tiene un elemento social, pero radicalmente distinto del elemento social asociado a la cultura japonesa del té. En Japón, la cultura del té es un acontecimiento social y unificador, que se expresa a través de la tradicional ceremonia japonesa del té. La ceremonia japonesa del té es una expresión de hospitalidad y respeto hacia amigos e invitados. Las cafeterías y el café que en ellas se produce cumplen también una función social, pero una función social más perturbadora. En los años setenta y ochenta, las cafeterías japonesas sirvieron de punto de encuentro para movimientos sociales que pretendían transformar y alterar la sociedad japonesa.  Estos movimientos sociales incluyen grupos feministas japoneses y diversos movimientos antigubernamentales. Además de servir como símbolo para los empresarios japoneses y los activistas juveniles, los tipos de productos de café también sirven para ilustrar una división entre grupos de edad. Según un artículo escrito gracias a la colaboración entre profesores de la Universidad de Hawái y la Universidad St. Andrews de Osaka, el café instantáneo se considera común, mientras que el molido y el café en grano fresco se consideran artículos de lujo.  Los jóvenes japoneses prefieren el café instantáneo, mientras que los adultos japoneses de clase media con éxito disfrutan del café molido. 

## Conexiones internacionales

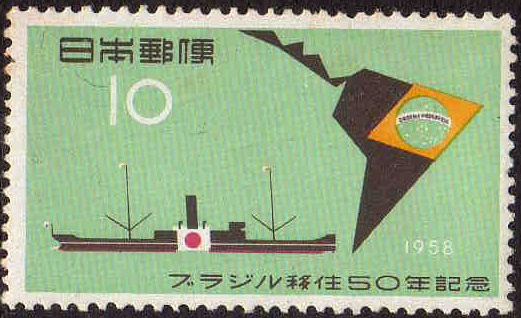
Un sello postal japonés-brasileño

La producción japonesa de café es un asunto internacional. Los granos de café que se venden y tuestan en Japón se cultivan principalmente en países como Brasil, Indonesia y otros países de clima cálido. Entre 1908 y 1924, unos 35.000 ciudadanos japoneses emigraron a Brasil para trabajar en cafetales.  Estos brasileños japoneses llevaban luego el café a Japón. La cultura cafetera japonesa también ha adoptado el lenguaje y la terminología utilizados en los países occidentales de habla inglesa, como roast (tueste) y drip (goteo), en lugar de crear términos japoneses.
Las marcas de café en Japón suelen ser comercializadas por actores occidentales como Brad Pitt y Tom Selleck, lo que indica aún más la identidad extranjera del producto. 

## Economía
Históricamente, la economía de las cafeterías experimentó un auge durante la «burbuja económica», en la que se produjo un gran crecimiento económico, sobre todo comercial, a pesar del carácter inestable de esta expansión.  Los ingresos en 2019 rondaron los 4 billones de yenes, lo que se traduce en unos 37.000 millones de dólares.  El principal tipo de café más popular es el instantáneo, que acumuló unos ingresos de alrededor de 3 billones de yenes, unos 28 millones de dólares, en 2019.  El precio unitario del café instantáneo ha subido en los dos últimos años, pero el del café tostado se ha mantenido relativamente estable.  La gran mayoría del café se consume fuera de casa, en bares y restaurantes, proporcionalmente al consumo en el hogar.  La mayor empresa en el segmento del café al por menor es Nestlé, y la mayor empresa en el café en el hogar y fuera del hogar es JAB Holdings, con sede en Luxemburgo.  En Japón se ha producido un aumento constante de los ingresos por café en la última década.  A escala mundial, es el tercer país que más ingresos genera con el café. 

## Énlaces externos
- Esta obra contiene una traducción  derivada de «Coffee in Japan» de Wikipedia en inglés, publicada por sus editores bajo la Licencia de documentación libre de GNU y la Licencia Creative Commons Atribución-CompartirIgual 4.0 Internacional.

- Datos: Q31091703
- Multimedia: Coffee in Japan / Q31091703